# Должанский район (Орловская область)
Должа́нский район — административно-территориальная единица (район) и муниципальное образование (муниципальный район) в составе Орловской области Российской Федерации.
Административный центр — посёлок городского типа Долгое.

## География
Район расположен в юго-восточной части области. Площадь 908,4 км². Основные реки — Тим, Кшень.

## История
- Район образован 30 июля 1928 года с центром в селе Вышнее Долгое в составе Елецкого округа Центрально-Чернозёмной области.
- 13 июня 1934 года после ликвидации Центрально-Чернозёмной области район вошёл в состав вновь образованной Курской области.
- 27 сентября 1937 года район вошёл в состав вновь образованной Орловской области.
- 16 августа 1944 года центр района перенесен в пос. при железнодорожной станции Долгая.
- В 1963—1965 годах район был упразднен, его территория входила в состав Ливенского сельского района[3].

## Население
| 1959    | 1970    | 1979    | 1989    | 2002    | 2009    | 2010    | 2012    | 2013    |
| ------- | ------- | ------- | ------- | ------- | ------- | ------- | ------- | ------- |
| 26 363  | ↘22 717 | ↘18 114 | ↘15 364 | ↘14 187 | ↘12 768 | ↘11 984 | ↘11 561 | ↘11 287 |
| 2014    | 2015    | 2016    | 2017    | 2018    | 2019    | 2020    | 2021    | 2023    |
| ↘11 026 | ↘10 730 | ↘10 545 | ↘10 369 | ↘10 203 | ↘10 032 | ↘9862   | ↘8875   | ↘8684   |

### Урбанизация
В городских условиях (пгт Долгое) проживают 40,4 % населения района.

### Национальный состав
По итогам переписи населения 2020 года проживали следующие национальности (национальности менее 0,1 % и другое, см. в сноске к строке «Другие»):
| Национальность | Численность, чел. | Доля     |
| -------------- | ----------------- | -------- |
| Русские        | 8418              | 94,85 %  |
| Армяне         | 81                | 0,91 %   |
| Украинцы       | 39                | 0,44 %   |
| Азербайджанцы  | 33                | 0,37 %   |
| Белорусы       | 14                | 0,16 %   |
| Молдаване      | 12                | 0,14 %   |
| Другие         | 278               | 3,13 %   |
| Итого          | 8875              | 100,00 % |

## Административно-муниципальное устройство
Должанский район в рамках административно-территориального устройства включает 7 сельсоветов и 1 посёлок городского типа.
В рамках организации местного самоуправления на территории района созданы 8 муниципальных образований, в том числе 1 городское и 7 сельских поселений:
| № | Муниципальное образование              | Административный центр   | Количество населённых пунктов | Население (чел.) | Площадь (км²) |
| - | -------------------------------------- | ------------------------ | ----------------------------- | ---------------- | ------------- |
| 1 | Городское поселение Долгое             | пгт Долгое               | 1                             | ↘3508            | 7,99          |
| 2 | Вышнее Ольшанское сельское поселение   | село Вышнее Ольшаное     | 5                             | ↘1020            | 191,21        |
| 3 | Дубровское сельское поселение          | деревня Дубровка         | 11                            | ↘567             | 109,00        |
| 4 | Козьма-Демьяновское сельское поселение | село Козьма-Демьяновское | 7                             | ↘577             | 103,30        |
| 5 | Кудиновское сельское поселение         | село Никольское          | 17                            | ↘1249            | 212,00        |
| 6 | Рогатинское сельское поселение         | село Рогатик             | 3                             | ↘153             | 45,95         |
| 7 | Урыновское сельское поселение          | село Урынок              | 26                            | ↘1120            | 143,29        |
| 8 | Успенское сельское поселение           | деревня Выгон            | 9                             | ↘490             | 95,64         |

## Населённые пункты
В Должанском районе 79 населённых пунктов.
| №  | Населённый пункт        | Тип     | Население | Муниципальное образование              |
| -- | ----------------------- | ------- | --------- | -------------------------------------- |
| 1  | Александровка           | деревня | ↘93       | Козьма-Демьяновское сельское поселение |
| 2  | Алексеевка              | село    | ↘198      | Успенское сельское поселение           |
| 3  | Андрияновка             | деревня | ↘127      | Кудиновское сельское поселение         |
| 4  | Баранчик                | село    | ↘230      | Вышнее Ольшанское сельское поселение   |
| 5  | Белое                   | деревня | ↘71       | Дубровское сельское поселение          |
| 6  | Быстра                  | деревня | ↘114      | Урыновское сельское поселение          |
| 7  | Воробьёвка              | деревня | 13        | Успенское сельское поселение           |
| 8  | Выгон                   | деревня | ↘67       | Успенское сельское поселение           |
| 9  | Вышнее Долгое           | село    | ↘224      | Урыновское сельское поселение          |
| 10 | Вышнее Ольшаное         | село    | ↘585      | Вышнее Ольшанское сельское поселение   |
| 11 | Вышняя Замарайка Вторая | деревня | 41        | Урыновское сельское поселение          |
| 12 | Вышняя Замарайка Первая | деревня | 61        | Урыновское сельское поселение          |
| 13 | Грачёвка                | деревня | ↘168      | Успенское сельское поселение           |
| 14 | Грачёвка Вторая         | деревня | 13        | Урыновское сельское поселение          |
| 15 | Грачёвка Третья         | деревня | 6         | Урыновское сельское поселение          |
| 16 | Гремячка                | деревня | ↘182      | Успенское сельское поселение           |
| 17 | Долгое                  | пгт     | ↘3508     | городское поселение Долгое             |
| 18 | Донец                   | деревня | 59        | Кудиновское сельское поселение         |
| 19 | Дубровка                | деревня | ↘277      | Дубровское сельское поселение          |
| 20 | Евланово                | деревня | ↘153      | Кудиновское сельское поселение         |
| 21 | Егорьевка               | деревня | 4         | Урыновское сельское поселение          |
| 22 | Запуски                 | деревня | 0         | Урыновское сельское поселение          |
| 23 | Зиброво                 | деревня | 10        | Кудиновское сельское поселение         |
| 24 | Знаменское              | село    | ↘277      | Козьма-Демьяновское сельское поселение |
| 25 | Зябрево                 | деревня | ↘103      | Кудиновское сельское поселение         |
| 26 | Иваненково              | деревня | 33        | Урыновское сельское поселение          |
| 27 | Казинка                 | деревня | 64        | Дубровское сельское поселение          |
| 28 | Калиновка               | деревня | ↘413      | Козьма-Демьяновское сельское поселение |
| 29 | Кирилловка              | деревня | 29        | Урыновское сельское поселение          |
| 30 | Козьма-Демьяновское     | село    | ↘220      | Козьма-Демьяновское сельское поселение |
| 31 | Короткий Колодезь       | деревня | 7         | Козьма-Демьяновское сельское поселение |
| 32 | Косоржа                 | деревня | 44        | Урыновское сельское поселение          |
| 33 | Красный                 | посёлок | 6         | Кудиновское сельское поселение         |
| 34 | Красный                 | посёлок |           | Урыновское сельское поселение          |
| 35 | Кривцово-Плота          | село    | ↘418      | Кудиновское сельское поселение         |
| 36 | Кудиново                | село    | 29        | Кудиновское сельское поселение         |
| 37 | Лебёдки                 | деревня | 64        | Дубровское сельское поселение          |
| 38 | Луганка                 | деревня | 62        | Кудиновское сельское поселение         |
| 39 | Малиновка               | деревня | 32        | Урыновское сельское поселение          |
| 40 | Марковский              | посёлок | 0         | Козьма-Демьяновское сельское поселение |
| 41 | Марьино                 | деревня | ↘78       | Кудиновское сельское поселение         |
| 42 | Матвеевка               | деревня | 15        | Дубровское сельское поселение          |
| 43 | Небольсинка             | деревня | 0         | Урыновское сельское поселение          |
| 44 | Нижнее Долгое           | село    | 66        | Урыновское сельское поселение          |
| 45 | Нижнее Долгое Второе    | деревня | 7         | Урыновское сельское поселение          |
| 46 | Нижнее Долгое Первое    | деревня | 26        | Урыновское сельское поселение          |
| 47 | Нижнее Ольшаное         | село    | ↘225      | Вышнее Ольшанское сельское поселение   |
| 48 | Нижняя Замарайка        | деревня | 38        | Урыновское сельское поселение          |
| 49 | Никольское              | село    | ↘239      | Кудиновское сельское поселение         |
| 50 | Новосергеевка           | деревня | ↘162      | Кудиновское сельское поселение         |
| 51 | Новотроицкое            | деревня | ↘92       | Кудиновское сельское поселение         |
| 52 | Новый Тим               | деревня | 57        | Дубровское сельское поселение          |
| 53 | Обороновка              | посёлок | 7         | Козьма-Демьяновское сельское поселение |
| 54 | Озерки                  | деревня | 1         | Успенское сельское поселение           |
| 55 | Паниковец               | деревня | 4         | Урыновское сельское поселение          |
| 56 | Петровка                | деревня | ↘96       | Урыновское сельское поселение          |
| 57 | Плотки                  | деревня | ↘91       | Успенское сельское поселение           |
| 58 | Преображенская          | деревня | 32        | Урыновское сельское поселение          |
| 59 | Прибыткино              | деревня | 15        | Успенское сельское поселение           |
| 60 | Прудки                  | деревня | 1         | Кудиновское сельское поселение         |
| 61 | Пятина                  | деревня | 1         | Кудиновское сельское поселение         |
| 62 | Рогатик                 | село    | ↘263      | Рогатинское сельское поселение         |
| 63 | Рогово                  | деревня | 4         | Кудиновское сельское поселение         |
| 64 | Рождественское          | село    | 5         | Дубровское сельское поселение          |
| 65 | Русановка Вторая        | деревня | ↘26       | Урыновское сельское поселение          |
| 66 | Русановка Первая        | деревня | ↘104      | Урыновское сельское поселение          |
| 67 | Слободка                | деревня | 13        | Дубровское сельское поселение          |
| 68 | Смородинка              | деревня | 24        | Урыновское сельское поселение          |
| 69 | Советский               | посёлок | 0         | Рогатинское сельское поселение         |
| 70 | Степановка              | деревня | 17        | Рогатинское сельское поселение         |
| 71 | Студёное                | село    | ↘288      | Вышнее Ольшанское сельское поселение   |
| 72 | Студёный                | посёлок | 30        | Вышнее Ольшанское сельское поселение   |
| 73 | Тим                     | село    | ↘165      | Дубровское сельское поселение          |
| 74 | Урынок                  | село    | ↘458      | Урыновское сельское поселение          |
| 75 | Успенское               | село    | ↘72       | Успенское сельское поселение           |
| 76 | Ханыки                  | деревня | 41        | Урыновское сельское поселение          |
| 77 | Харское                 | деревня | 51        | Дубровское сельское поселение          |
| 78 | Шлях                    | посёлок | ↗206      | Кудиновское сельское поселение         |
| 79 | Шолохово                | деревня | 19        | Дубровское сельское поселение          |

### Упразднённые населённые пункты
- Ржавский. (пос., Ольшанская вол. (1926), Ливенский у., Знаменский с/с (до 17.06.1954), КозьмаДемьяновский с/с, Ливенский сельский р-н (1963—1965), Должанский (Долговский) р-н (1928—1963, с 1965). Топография: в 48 км к Ю от Ливен. Упом. 1937—1976. Население: 112 чел. (1926), 24 двора (1926).

Ликвидирован 9.03.1978.

## Достопримечательности
- Физкультурно-оздоровительный комплекс (ФОК)
- Женский монастырь св. Марии Магдалины